# Selbstverteidigungsstreitkräfte
Die Selbstverteidigungsstreitkräfte (japanisch 自衛隊, Jieitai, englisch Self Defense Forces, SDF) sind die Streitkräfte Japans, die nach Ende des Zweiten Weltkrieges und der Besatzungszeit aufgebaut wurden. Die Streitkräfte waren bisher noch nie in Kampfhandlungen verwickelt, nehmen aber an friedenserhaltenden Einsätzen teil. Sie werden vom Verteidigungsministerium kontrolliert, mit dem Premierminister als Oberbefehlshaber. Die JSDF verfügen über eines der größten Militärbudgets der Welt und wurden 2024 als weltweit siebtstärkste Militärorganisation eingestuft. 2018 war Japan als achtstärkste Militärorganisation eingestuft.
Ab 2011 änderte Japan seine Strategie hin zu einer wesentlich offensiveren Verteidigungsstruktur; Ende 2018 wurden die Verteidigungsrichtlinien so geändert, dass das Land erstmals Waffensysteme vorhält, die sich auch für Angriffe nutzen lassen. Umstritten ist, ob dieser Strategiewechsel von der japanischen Verfassung gedeckt ist.
Angesichts einer geänderten weltpolitischen Lage, die durch den Krieg Russlands gegen die Ukraine, die militärischen Drohgebärden und das Nuklearprogramm Nordkoreas und den militärischen Aufstieg der Volksrepublik China gekennzeichnet war, vollzog Japan im Jahr 2022 eine grundlegende Neuausrichtung seiner Militärpolitik. Am 16. Dezember 2022 kündigte die japanische Regierung ein massives Aufrüstungsprogramm im Volumen von 43 Billionen Yen, entsprechend mehr als 300 Milliarden Euro bis zum Jahr 2027 an. Bei einer konsequenten Umsetzung dieses Rüstungsprogramms würde Japan von einer militärischen Regionalmacht zur drittgrößten Militärmacht der Welt (nach den Vereinigten Staaten und China, gemessen an den Militärausgaben) aufsteigen.
Die verbreitete Übersetzung als „Selbstverteidigungsstreitkräfte“ ist juristisch ungenau, da die SDF aufgrund von Artikel 9 der japanischen Verfassung nicht als „Streitkräfte“ bezeichnet werden dürfen.

## Vorgeschichte
Von der Meiji-Restauration (1868) bis zum Ende des Zweiten Weltkrieges (1945) war Japan ein Kaiserreich (Japanisches Kaiserreich) unter einem Tennō. Diese 77 Jahre waren eine Zeit des Imperialismus und Kolonialismus.
Im Rahmen einer Krise in Ostasien, die seit dem japanischen Einfall in die Mandschurei 1931 und der Bildung des Marionettenstaats Mandschukuo zwischen Japan und China herrschte, kam es am 7. Juli 1937 beim Zwischenfall an der Marco-Polo-Brücke zum Ausbruch des Zweiten Japanisch-Chinesischen Krieges.
Am 7. Dezember 1941 überfielen japanische Flugzeuge überraschend Pearl Harbor. Bald danach drangen die Japaner planmäßig weiter nach Süden vor und besetzten unter der Ideologie Asien den Asiaten europäische und amerikanische Kolonien wie Hongkong (siehe die Japanische Besetzung Hongkongs), die Philippinen und Niederländisch-Indien. Vier Monate später hatten japanische Truppen ganz Südostasien und einen Großteil des Pazifiks mit etwa 450 Millionen Menschen unter ihrer Kontrolle. Dies war die größte Ausdehnung in der Geschichte Japans. Mitte 1942, nach der Schlacht im Korallenmeer sowie der Schlacht um Midway (bei der die Flotte der Japaner durch den Verlust von vier Flugzeugträgern empfindlich geschwächt wurde) änderte sich die Situation und US-Truppen konnten ab jetzt auf japanisch besetztes Gebiet vorrücken.
Nach den Kämpfen auf den japanischen Inseln Iwojima und Okinawa warfen amerikanische Bomber am 6. August 1945 die erste Atombombe auf Hiroshima und am 9. August die zweite über Nagasaki ab. Sechs Tage später verkündete der Tennō im Rundfunk die Kapitulation.

## Geschichte
Bereits während der Besatzungszeit forderten die Vereinigten Staaten einen Beitrag Japans zur eigenen Verteidigung. Besonders ab Beginn des Koreakrieges verfolgte die US-Regierung einen Kurs der allmählichen Wiederbewaffnung Japans. Zwar wollte Premierminister Yoshida Shigeru gemäß der Yoshida-Doktrin die Verteidigungsausgaben auch auf Kosten außenpolitischer Handlungsfreiheit minimieren, allerdings stimmte er bei der Wiedererlangung der Souveränität 1952 der Umwandlung der 1950 geschaffenen nationalen Polizeireserve (警察予備隊, keisatsu yobitai) in „Sicherheitskräfte“ (保安隊, Hoantai) zu. Diese unterstanden über die Sicherheitsbehörde (保安庁, Hoan-chō) dem zuständigen Minister im Kabinett. 1954 wurde diese nach der gegenseitigen Verteidigungsvereinbarung (総合防衛援助協定, sōgō bōei enjo kyōtei, Mutual Defense Assistance Agreement) und dem „Gesetz über die Selbstverteidigungsstreitkräfte“ (自衛隊法, jieitai-hō) in die Verteidigungsbehörde umgewandelt und die Selbstverteidigungsstreitkräfte eingerichtet.
Yoshidas Nachfolger Hatoyama Ichirō verfolgte als Premierminister in enger Abstimmung mit den USA eine Änderung der Verfassung, insbesondere von Artikel 9, um das explizite Verbot von Streitkräften aufzuheben. Er richtete 1956 in beiden Parlamentskammern einen Beratungsausschuss für die Verfassung (憲法調査会, kempo chōsakai) ein. Nachdem es ihm nicht gelang, bei der Oberhauswahl 1956 eine Zweidrittelmehrheit zu erzielen, scheiterte der Plan.
Am 10. Februar 1965 löste die Publikmachung eines geheimen strategischen Dokuments der Selbstverteidigungsstreitkräfte durch den sozialistischen Abgeordneten Okada Haruo einen Skandal aus, der im Volksmund als Mitsuya Kenkyū (三矢研究; engl. Three Arrows Study; offiziell 昭和三十八年度総合防衛図上研究, Shōwa 38-nendo sōgō bōei zujō kenkyū), bekannt wurde. Der Plan sah für den Fall eines erneuten Koreakrieges unter anderem ein amerikanisch-japanisch-südkoreanisch-taiwanisches Bündnis vor, innerhalb dessen Japan zwar defensiv agieren, aber umfangreiche wirtschaftliche und logistische Unterstützung zugunsten der Bündnispartner leisten sollte. Dazu zählte die Patrouille des Gelben und des Japanischen Meeres, die Stationierung amerikanischer Atomwaffen in Japan und die Umstellung auf die Kriegswirtschaft. Aus dem Dokument wurde ersichtlich, dass das Militär zur effektiven Umsetzung dieses Plans eine autoritäre Staatsform anstrebte. Premierminister Satō Eisaku leugnete die Existenz des Plans, erkannte diesen später jedoch an und verteidigte ihn. Da die große Mehrheit der Bevölkerung  knapp zwanzig Jahre nach Kriegsende die vergleichsweise geringe, schrittweise Wiederbewaffnung Japans unterstützte, erschien Mitsuya Kenkyū als undemokratischer Umsturzversuch des Militärs und eine riskante Wiederbelebung des Vorkriegsmilitarismus.
Ab den 1970er Jahren stieg die öffentliche Unterstützung, unter anderem auch weil 1976 unter Generaldirektor der Sicherheitsbehörde Sakata Michita eine Budgetgrenze auf 1 % des Bruttosozialprodukts und eine Politik eines allgemeinen Waffenexportverbots begann (siehe die Drei Prinzipien des Waffenexports). Unter dem steigenden Druck der USA und anderer westlicher Nationen, dass Japan sich militärisch international stärker engagieren solle, begann unter Premierminister Nakasone Yasuhiro ab 1986 ein umfangreiches Modernisierungsprogramm der Streitkräfte, bei dem die 1-%-Grenze kurzzeitig aufgehoben wurde. Zur Verbesserung der öffentlichen Meinung engagierten sich die Streitkräfte in Infrastrukturprojekten nahe der Stützpunkte, wie dem Bau von neuen Straßen, Bewässerungsanlagen, Schulen und Lärmschutzmaßnahmen bei Luftbasen-Anliegern.
Nach einem in beiden Kammern des Parlaments verabschiedeten Gesetz erhob die japanische Regierung (Kabinett Shinzō Abe I) am 9. Januar 2007 die Verteidigungsbehörde (Bōei-chō) in den Rang eines Verteidigungsministeriums (Bōei-shō). Damit einher ging eine Erweiterung der Kompetenzen der Behörde und des zuständigen Ministers, unter anderem eine größere Unabhängigkeit vom Parlament bei der Entsendung von Truppen. Begründet wurde dies mit der gewachsenen internationalen Bedeutung Japans, den internationalen Einsätzen der Selbstverteidigungsstreitkräfte und den besonderen politischen Bedingungen in der Region. Letzter Minister der Verteidigungsbehörde und erster Minister im Verteidigungsministerium war Fumio Kyūma. Bis Ende 2022 gab es 19 weitere Verteidigungsminister (Liste hier).
Seit 2011 erhöht Japan sein Budget für die Verteidigungskräfte stetig. Für den Haushalt 2018 beschloss das Kabinett, 41 Milliarden Euro für Verteidigung auszugeben. Geplant ist bis 2023 insgesamt 211 Milliarden Euro für die Militärstrukturen aufzuwenden.
Japan aktivierte am 7. April 2018 die Amphibious Rapid Deployment Brigade, die erste Marineinfanterie-Einheit seit dem Zweiten Weltkrieg. Sie ist darauf trainiert, Eindringlingen aus der Besetzung japanischer Inseln entgegenzuwirken.

## Auftrag

### Hintergrund
Die japanische Gesellschaft steht als Kollektiv seit Jahrzehnten unter dem Eindruck des als Kaiserreich verlorenen Zweiten Weltkrieges, der für Japan durch die amerikanischen Atombombenabwürfe auf Hiroshima und Nagasaki eine traumatische Qualität gewann. Seitdem sind Gesellschaft und Politik bemüht, die nach dem Ende des Krieges eingeschlagene Orientierung des Landes zum Frieden hin fortzuführen. Aufgrund der geostrategischen Lage Japans in der Nähe zu Russland und der Volksrepublik China war und bleibt dies nur bedingt möglich, vor allem mit der Notwendigkeit der Präsenz amerikanischer Großverbände.

### Verfassungsrechtlicher Rahmen
Die stark pazifistische Grundhaltung der Gesellschaft kommt vor allem in der Verfassung Japans zum Ausdruck, die in elf Kapitel gegliedert ist. Das erste Kapitel enthält acht Artikel und ist dem Kaiser als Symbol der staatlichen Einheit gewidmet. Das zweite Kapitel trägt den Titel „Lossagung vom Krieg“ und umfasst ausschließlich den neunten Verfassungsartikel.
Japan ist es damit verboten, ein Militär aufzustellen oder internationale Konflikte durch Gewalt zu lösen, wobei es allerdings seit etwa 2000 eine breite öffentliche Diskussion über die Möglichkeit gibt, den Artikel aus der Verfassung zu streichen. Die Interpretation des Artikels an sich ist ebenso umstritten; er wird so ausgelegt, dass bewaffnete Streitkräfte zur Selbstverteidigung legitim sind. Allerdings haben die Selbstverteidigungsstreitkräfte eine eingeschränkte, hauptsächlich auf eine funktionierende Landesverteidigung ausgelegte Ausrüstung. Es gibt keine Langstreckenangriffsmöglichkeiten, wie Mittel- oder Langstreckenraketen, Langstreckenbomber, Tankflugzeuge, Kampfschwimmer oder Einsatzrichtlinien (Rules of engagement). Das US-Militär ist in erster Linie für offensive Militäreinsätze verantwortlich. Japan hatte 2007 mit rund 50 Milliarden US-Dollar den viertgrößten Militäretat (nach den USA, China und Großbritannien). Die Hälfte des Geldes wird für Personalkosten ausgegeben, die andere Hälfte für Versorgung, Neuanschaffung und Aufrüstung von Waffen.

### Verteidigungsstrategie
Die grundlegende Militärdoktrin Japans, die am 20. Mai 1957 vom ersten Kabinett Kishi zusammen mit dem Nationalen Verteidigungsrat – Vorläufer des heutigen Sicherheitsrates –, dem De-facto-Generalstab, mit der Bezeichnung Basic Policies for National Defense verabschiedet wurde, schließt sich nahtlos an den Friedensimperativ der Verfassung an und baut bereits auf der weiteren Interpretation auf, dass eine militärische Selbstverteidigung gestattet sei. Als Ziel der nationalen Verteidigungspolitik wird die Prävention sowohl direkter als auch indirekter Aggression gegen Japan herausgearbeitet, um so den Frieden des Landes, der auf der Demokratie beruht, zu bewahren.
Zu diesem Zweck werden der Politik vier Leitlinien empfohlen:
1. Orientierung am internationalen Frieden, die am besten in Kooperation mit den Vereinten Nationen erreicht wird.
2. „Stabilisierung der Existenzgrundlage des Volkes“ und die Pflege des Patriotismus, um die Grundlage der nationalen Verteidigung zu etablieren.
3. Schrittweiser Aufbau der Verteidigungskapazitäten, ausgehend von der aktuellen Stärke Japans und der aktuellen politischen Situation, solange sie im Rahmen der Selbstverteidigung bestehen.
4. Befassung mit militärischen Gefahren und Aggressionen im Rahmen der Abkommen mit den Vereinigten Staaten (siehe den Vertrag über gegenseitige Kooperation und Sicherheit zwischen Japan und den Vereinigten Staaten) und den Vereinten Nationen, um bestehende Gefahren abzuwenden und zukünftige einzudämmen.

Die Basic Policies for National Defense wurden im Laufe der Zeit in Nachfolgedokumenten überarbeitet. Die derzeitige National Defense Program Outline wurde im Jahr 2004 vom Parlament abgesegnet und löste das gleichnamige Dokument in seiner Version von 1994 ab. Die neue Version trägt vor allem der Bedrohung durch den internationalen Terrorismus Rechnung.
Die enge Verzahnung mit den Streitkräften der USA in der Region ist ein zentrales Element der japanischen Militärstrategie. Ein US-Flugzeugträger, 180 Kampfflugzeuge und 21.000 US-Marineinfanteristen sind ständig in Japan stationiert. Zunehmend werden sowohl die Volksrepublik China wie auch Nordkorea als potenzielle militärische Bedrohung angesehen. In diesem Zusammenhang steht die Neufassung der Verteidigungsrichtlinien im Dezember 2004. Sie erlaubt es Japan nun, unter anderem am Raketenabwehrprogramm der USA teilzunehmen und die eigene Luftwaffe mit Tankflugzeugen auszustatten. Außerdem will sich Japan stärker an internationalen Militäroperationen beteiligen. Seit 1999 sollen PATRIOT PAC-3-Systeme auch Japan vor möglichen chinesischen und nordkoreanischen Raketen schützen. Hierzu wurden von den USA in Okinawa und ab 2007 in Saitama das Raketenabwehrsystem stationiert.
Ministerpräsident Fumio Kishida und seine Regierung wollen die Verteidigungsausgaben von rund 1 Prozent des BIP (2022) auf rund 2 Prozent des BIP (2027) erhöhen. Japan will im Zeitraum 2023 bis 2027 Raketen für 35 Mrd. Euro kaufen, darunter Marschflugkörper Tomahawk.

### Tagespolitik
Entsprechend der Aufgabe der Streitkräfte und den Befindlichkeiten der Bevölkerung wird der japanische Ausdruck 軍 (gun, dt. etwa „Militär“, „Armee“, „Streitkraft“, „Heer“), der auf eine militärische Kraft hinweist, oder die Ausdrücke „Militär“, „Heer“, „Marine“ und „Luftwaffe“ oder „Luftstreitkräfte“ offiziell nie im Zusammenhang mit den Selbstverteidigungsstreitkräften benutzt.
Die für die Verteidigungspolitik zuständige Institution (früher der Sicherheitsrat, heute das Verteidigungsministerium) gibt in Zusammenarbeit mit Denkfabriken ein fast jährlich aktualisiertes Verteidigungs-Weißbuch heraus. Etwa alle fünf Jahre veröffentlicht das Verteidigungsministerium zusätzlich die National Defense Program Guidelines.

## Teilstreitkräfte
Die Self-Defense Forces verfügen über die drei klassischen Teilstreitkräfte Heer, Marine und Luftstreitkräfte, die dem neugegründeten Verteidigungsministerium unterstehen. Sie verfügen über insgesamt 247.000 Mann. Der strategische Primat liegt aufgrund der Insellage Japans auf der Marine, obwohl sie die kleinste der drei Streitkräfte ist.

### Bodenstreitkräfte
Die Bodenselbstverteidigungsstreitkräfte (JGSDF) sind de facto das Heer Japans und stellen mit 150.500 Soldaten die größte der drei Teilstreitkräfte. Als Bodenstreitkraft fügen sie sich vor allem durch ihre primäre Verwendung zur Bekämpfung feindlicher Landeoperationen in das Konzept der Selbstverteidigung ein. Diese Aufgabe wird, vor allem was die Verlegung der Truppen angeht, durch den gebirgigen Charakter Japans, die langen Küstenlinien und die Vielzahl der Inseln erschwert. Deshalb sieht die japanische Heeresdoktrin einerseits den Schutz wichtiger Zentren und Verbindungswege sowie die hinhaltende Abwehr bis zum Eintreffen von amerikanischer Verstärkung vor. Eine große Rolle spielt die Truppenbewegung per Hubschrauber.

### Marinestreitkräfte
Die Maritimen Selbstverteidigungsstreitkräfte (JMSDF) (englisch Japan Maritime Self-Defense Force, JMSDF) sind die wichtigste Teilstreitkraft, obwohl sie über lediglich 45.300 Mann verfügen. Dies erklärt sich aus der Tatsache, dass bei einer Seestreitmacht vor allem offensive Gerätschaften über viel Personal verfügen. Besonders großer Wert wird auf die Verteidigung gegen U-Boote und feindliche Luftstreitkräfte gelegt.

### Luftstreitkräfte
Die Luftselbstverteidigungsstreitkräfte (JASDF) sind mit 47.000 Mann ähnlich personalstark wie die Marine. Ihre 253 Kampfflugzeuge sind in erster Linie Mehrzweckkampfflugzeuge und Abfangjäger, die von einer dichten Radarüberwachung des Luftraums unterstützt werden. Die Flugzeuge stammen größtenteils aus amerikanischer oder japanischer Produktion und wurden in den letzten Jahren mit modernen Flugzeugen erweitert.

## Auslandseinsätze

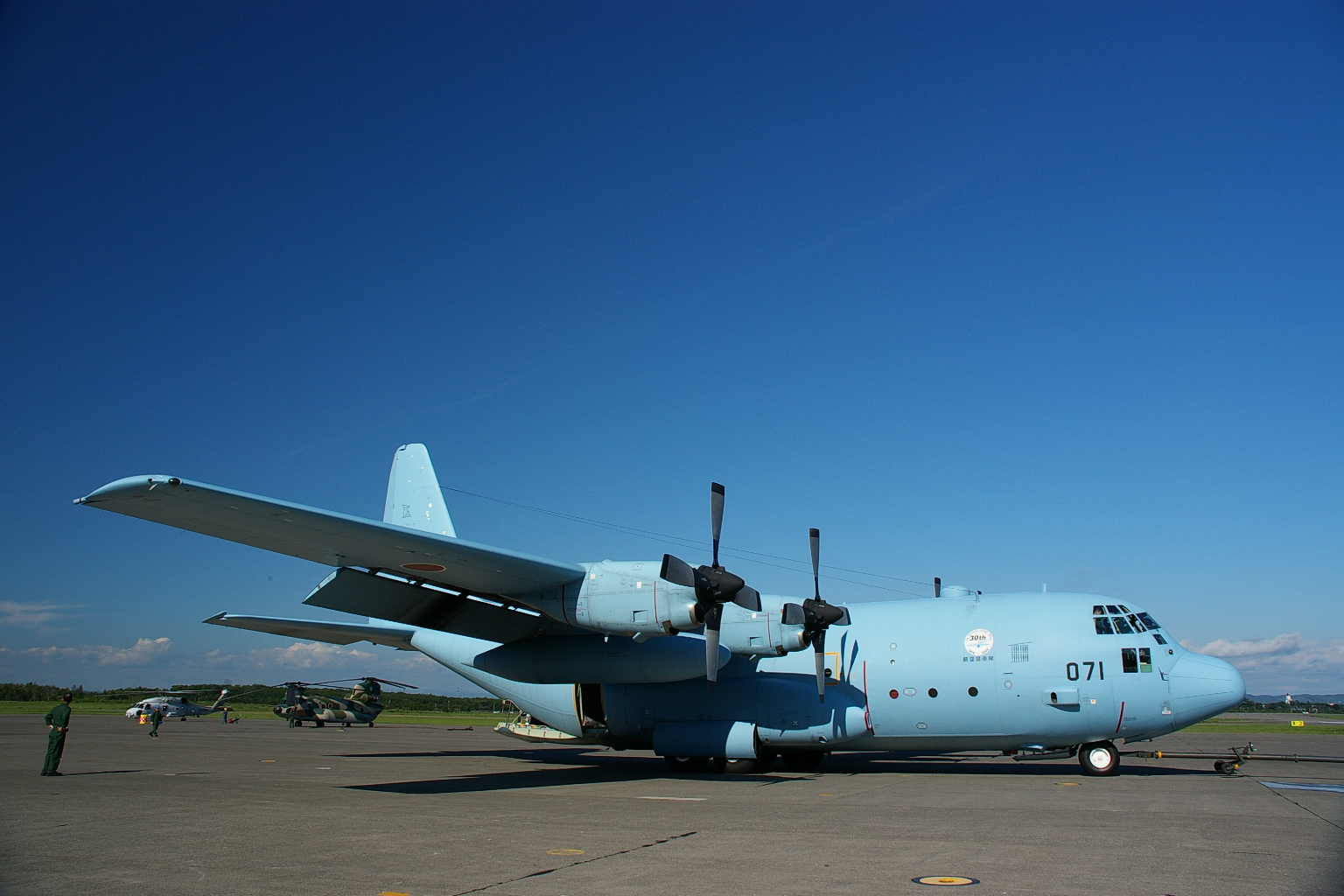
Eine japanische C-130 Hercules im Irak 2008

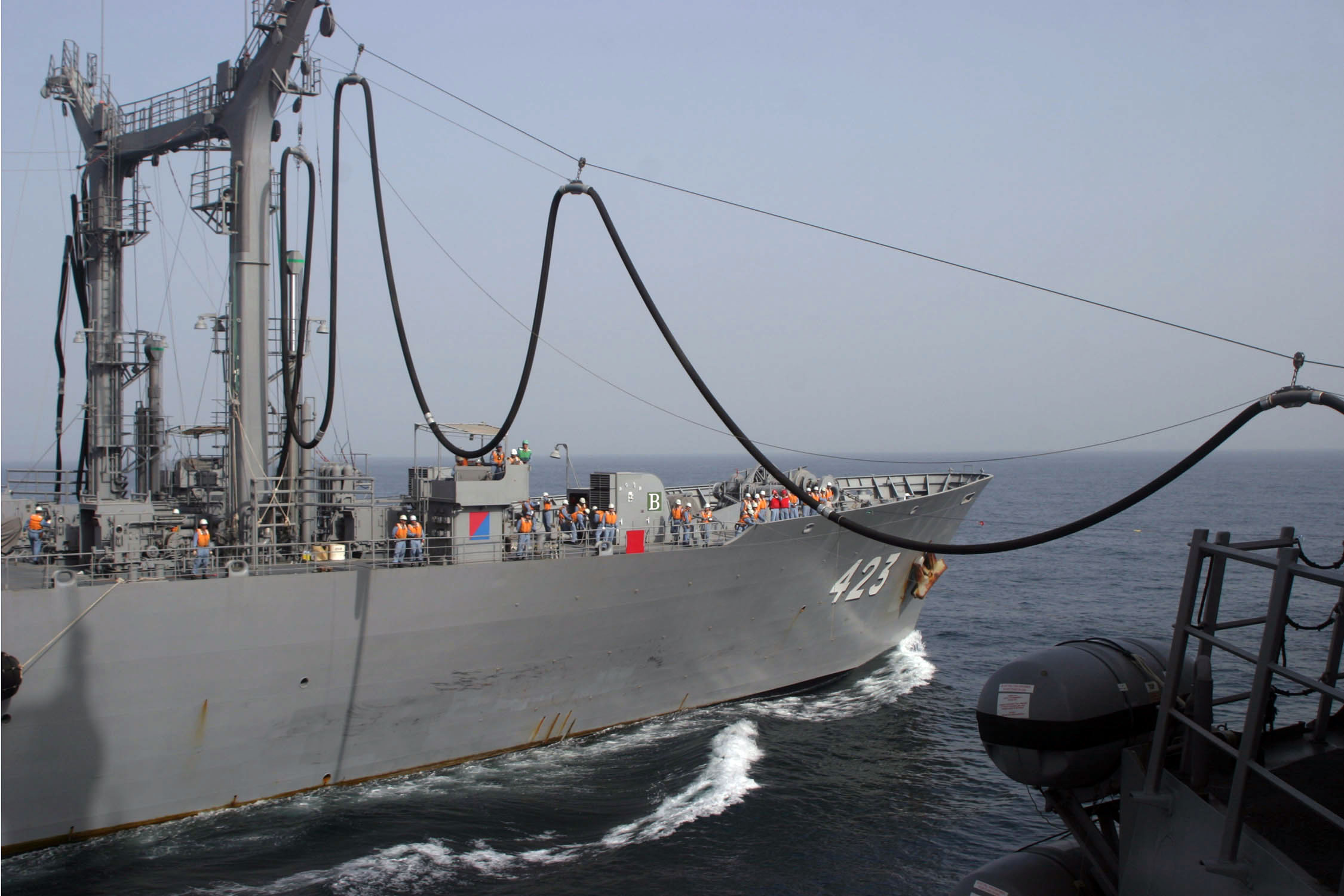
JDS Tokiwa (AOE 423) als Versorgungsschiff der USS Decatur

Der erste Auslandseinsatz der Selbstverteidigungsstreitkräfte fand unter dem Mandat der UN 1992 statt. Die Truppen wurden nach Kambodscha entsandt, um dort die ersten freien Wahlen zu überwachen. Bereits 1991 hatten die Meeresselbstverteidigungsstreitkräfte nach dem Zweiten Golfkrieg Minenräumer in der wangan no yoake sakusen (湾岸の夜明け作戦, engl. Operation Gulf Dawn) in den Persischen Golf entsandt.
Der erste Auslandseinsatz ohne Mandat der Vereinten Nationen erfolgte 2004 im Irakkrieg. Eine öffentliche Debatte wurde in Japan durch den Vorwurf ausgelöst, dass die Selbstverteidigungsstreitkräfte durch die Betankung des Flugzeugträgers Kitty Hawk indirekt an den Kriegshandlungen im Irak teilgenommen hätten. Die japanischen Truppen im Irak wurden nach Beschluss der Regierung bis zum Ende 2008 vollständig abgezogen.
Auf der Grundlage des Antiterrorismusgesetzes von 2001 nahmen die Meeresselbstverteidigungsstreitkräfte mit Betankungsschiffen im Indischen Ozean auch an der Operation Enduring Freedom teil. Die Opposition verhinderte im Oberhaus eine Verlängerung des Gesetzes, und die Mission musste am 31. Oktober 2007 beendet werden. Eine Verlängerung des Gesetzes durch eine Zweidrittelmehrheit im Unterhaus und eine Wiederaufnahme des Einsatzes erreichte die Regierung im Januar 2008. Das neue Antiterrorismusgesetz und der Einsatz endeten im Januar 2010.

### Kaketsuke Keigo – Recht zur kollektiven Selbstverteidigung
Im März 2016 erließ das Kabinett unter Premierminister Abe ein Gesetz, durch das Auslandseinsätze in „erweitertem Rahmen“ ermöglicht werden. Auf dringenden Anruf durch die Vereinten Nationen oder Nichtregierungsorganisationen dürfen die japanischen Streitkräfte nun „herbeieilen“ (was mit dem japanischen Begriff Kaketsuke bezeichnet wird) und „bewaffnete Unterstützung“ leisten (japanisch Keigo). Konkret dürfen etwa Stützpunkte von Verbündeten verteidigt werden.
Kabinettssekretär Yoshihide Suga nannte als Hauptzweck dieser neuen Politik die dadurch gegebene Möglichkeit zur Rettung japanischer Staatsbürger.
Die Zusammensetzung der Begriffe – „Kaketsuke Keigo“ – wird sprichwörtlich für diese Gesetzgebung verwendet.
Damit werden die zentralen Absätze des 9. Verfassungsartikel, 1 und 2, auf strittige Weise interpretiert:
1. „Auf die Androhung oder Ausübung von Gewalt als Mittel zur Beilegung internationaler Streitigkeiten“
2. „Um das Ziel des vorhergehenden Absatzes zu erreichen, werden keine Land-, See- und Luftstreitkräfte oder sonstige Kriegsmittel unterhalten. Ein Recht des Staates zur Kriegführung wird nicht anerkannt.“

Abe äußerte 2016, ein „noch aktiveres internationales Engagement eingebettet in internationale Institutionen“ wäre im Sinne Japans.